# И мальчики кровавые в глазах

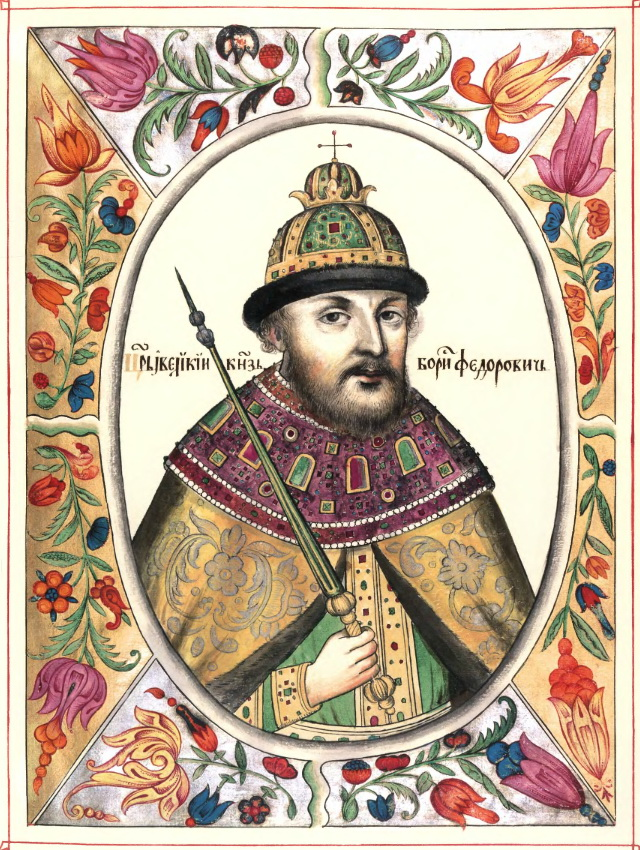
Борис Годунов. Миниатюра из «Царского титулярника» царя Алексея Михайловича

«И ма́льчики крова́вые в глаза́х» — крылатая фраза из трагедии А. С. Пушкина (пушкинизм) «Борис Годунов». Используется как указание на чью-либо нечистую совесть; также для описания сильного эмоционального потрясения. Нередко носит иронический оттенок.

## В пушкинском тексте
В первой сцене «Царские палаты» Борис Годунов произносит монолог («Достиг я высшей власти»), завершающийся словами:
Как молотком стучит в ушах упрёк, 

И всё тошнит, и голова кружится, 

И мальчики кровавые в глазах... 

И рад бежать, да некуда... ужасно! 

Да, жалок тот, в ком совесть нечиста.
Яркий образ «кровавых мальчиков» в пушкинском тексте не следует трактовать как конкретный призрак (или призраки) царевича Димитрия, преследующий царя-убийцу. Пушкин здесь использовал один из вариантов псковского диалектного выражения «мальчики в глазах» — то есть «рябит в глазах». В других диалектах есть сходные фразеологизмы с тем же значением: «угла́нчики в глазах бегают», «мушки (мухи) в глазах». «Мальчики» в данном диалектном выражении не случайны: во многих индоевропейских языках (как древних, так и современных) ребёнок и зрачок обозначается одним и тем же словом.
В пушкинской строке прилагательное «кровавый» не значит «окровавленный», а означает «багровый, цвета крови, красный»; «мальчики кровавые в глазах», вместе с тошнотой и головокружением указывают на болезненное физическое состояние царя Бориса — ему дурно и что-то мерещится. Однако эпитет «кровавые» символизирует также и больную совесть Бориса Годунова, на которой, по сюжету трагедии, лежит кровавое преступление.
А. С. Пушкин обогатил традиционный диалектный оборот речи, прибавив ему второй смысловой пласт: помимо описания ряби в глазах, «мальчики кровавые» недвусмысленно намекают на убитого царевича Димитрия.
Последняя строка процитированного отрывка также стала известным фразеологизмом, хотя по частоте употребления заметно уступает «кровавым мальчикам».